# Žlutá karta

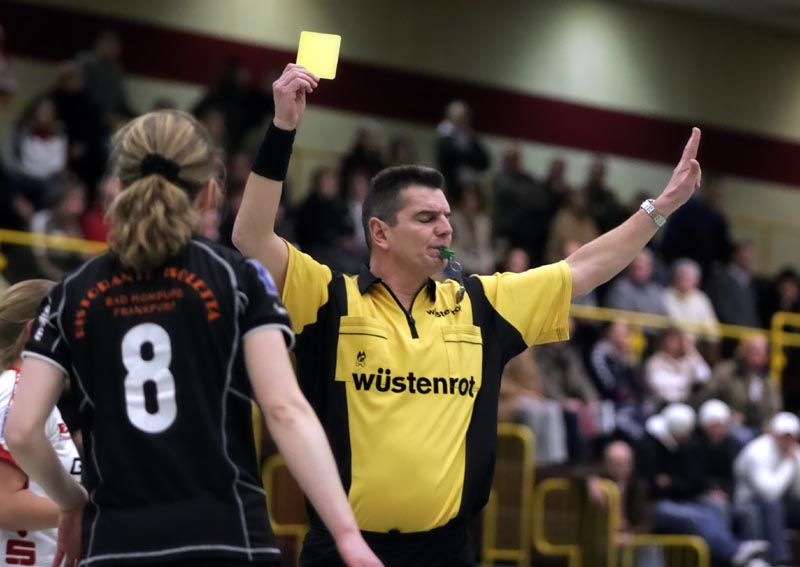
Žlutá karta v házené

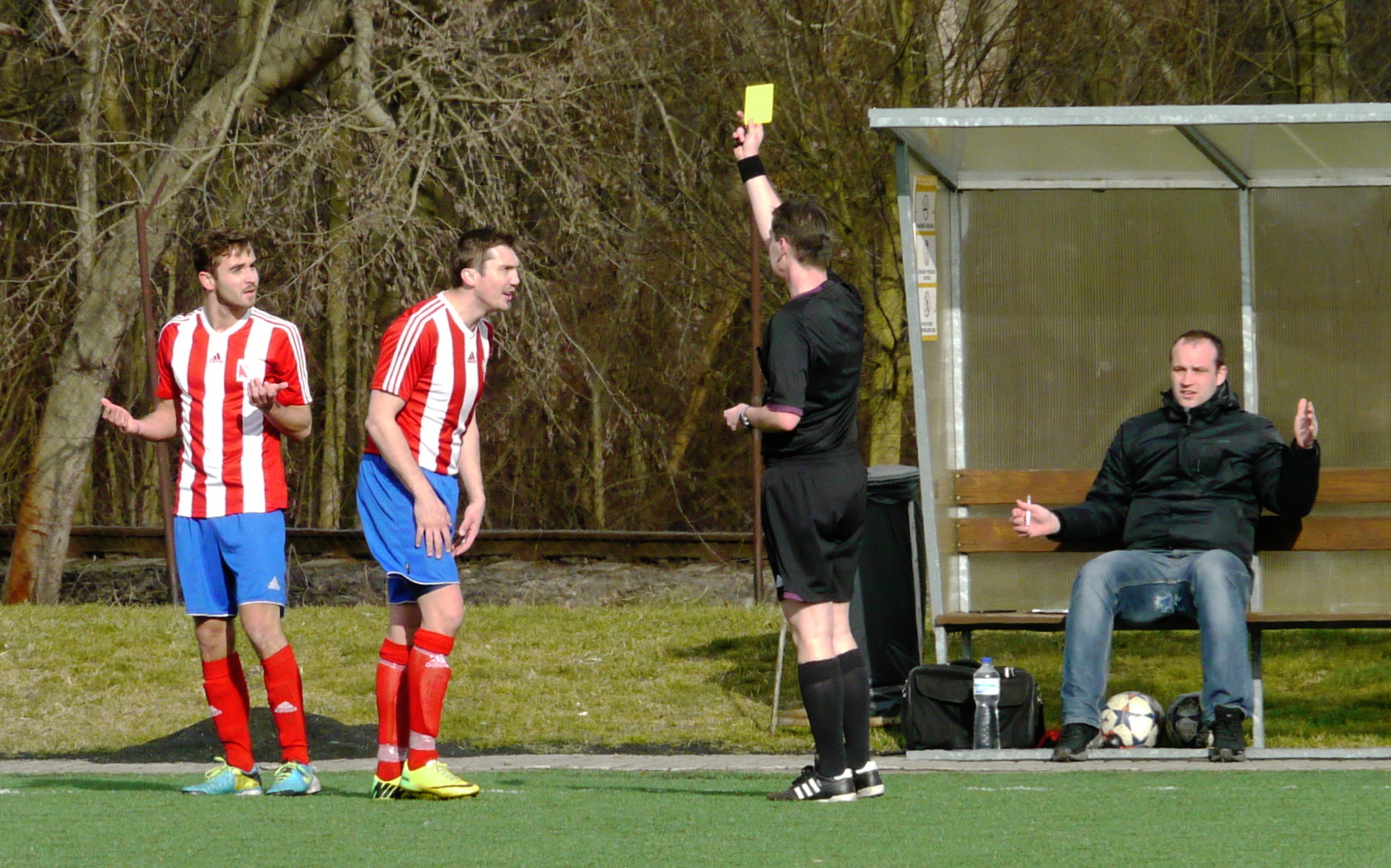
Žlutá karta při fotbalovém utkání

Žlutá karta se používá v kolektivních sportech (např. ve fotbale, házené, či ragby) ale i individuálních sportech (např. sportovní šerm) k signalizaci napomenutí hráče či trenéra rozhodčím za některý méně závažný, ne však zanedbatelný prohřešek. Kartu vymyslel anglický fotbalový rozhodčí Ken Aston.
Žlutá karta se uděluje zpravidla za vážnější faul (za surovou hru se uděluje červená karta), nesportovní chování, ve fotbale též za hraní rukou mimo pokutové území (ne však vždy; někdy se přestupek obejde bez karty, jindy zas hráč dostane rovnou červenou kartu a je vyloučen). Žlutou kartu je rovněž možné udělit za protesty proti rozhodnutí rozhodčího. V případě, že jeden hráč dostane během utkání dvě žluté karty, je mu udělena bezprostředně po druhé žluté také červená karta. V mnoha soutěžích je hráčům udělován za určitý počet nasbíraných žlutých karet trest v podobě peněžité pokuty anebo častěji trest na jeden či více příštích zápasů, do kterých nesmí hráč nastoupit.